# Parashorea chinensis
Parashorea chinensis es una especie de gran árbol (hasta los 80 m de altura) perteneciente a la familia Dipterocarpaceae. Se distribuye por el sur de China (en Yunnan y Guangxi) y el norte de Vietnam. Está considerada en peligro de extinción por la pérdida de hábitat.

## Distribución y hábitat
Se encuentra en áreas dentro de Mengla, Maguan y Hekou en Yunnan, partes del suroeste de Guangxi y las provincias del norte de Vietnam. En China sólo quedan unos pocos árboles grandes, la subpoblación de Yunnan está restringido a un área de 20 km². En Vietnam, la especie se encuentra a veces en rodales puros.

## Taxonomía
Parashorea chinensis fue descrita por Hsie Wang y publicado en Acta Phytotaxonomica Sinica 15(2): 11–13, pl. 1. 1977.
Etimología
Parashorea: nombre genérico que deriva del griego  (para = similar a) y se refiere a la similitud con el género  Shorea. 
chinensis: epíteto geográfico que alude a su localización en China.
Sinonimia
- Parashorea chinensis var. kwangsiensis L. Chi
- Shorea wangtianshuea Y.K. Yang & J.K. Wu
- Shorea wangtianshuea var. chuanbanshuea Y.K. Yang & J.K. Wu
- Shorea wangtianshuea subsp. kwangsiensis (L. Chi) Y.K. Yang & J.K. Wu
- Shorea wangtianshuea subsp. vietnamensis Y.K. Yang & J.K. Wu[4]